# WoW64
WoW64 (Windows-on-Windows 64-bit) er en del af Windows 64-bit der gør det muligt at køre 32-bit-programmer på Windows 64-bit
| Operativsystem | Spire Denne artikel relateret til styresystemer er en spire som bør udbygges. Du er velkommen til at hjælpe Wikipedia ved at udvide den. |